# Associazione Calcio Padova 1941-1942
Questa pagina raccoglie i dati riguardanti l'Associazione Calcio Padova nelle competizioni ufficiali della stagione 1941-1942.

## Stagione
La squadra allenata dall'ungherese Bánás conclude al quarto posto il campionato di Serie B, sfiorando di soli due punti la promozione.
In Coppa Italia i biancoscudati avanzano fino ai quarti di finale, sconfitti per 1-0 dalla Juventus che poi vincerà il torneo.

## Rosa
| N. |                   | Ruolo | Calciatore         |
| -- | ----------------- | ----- | ------------------ |
|    | Italia (bandiera) | P     | Loris Borgioli     |
|    | Italia (bandiera) | P     | Adelio Feghiz      |
|    | Italia (bandiera) | P     | Egidio Pardini     |
|    | Italia (bandiera) | D     | Adamello Freschi   |
|    | Italia (bandiera) | D     | Flavio Maneo       |
|    | Italia (bandiera) | D     | Guido Morelli      |
|    | Italia (bandiera) | D     | Ubaldo Passalacqua |
|    | Italia (bandiera) | D     | Pietro Sforzin     |
|    | Italia (bandiera) | C     | Giuseppe Arezzi    |
|    | Italia (bandiera) | C     | Gino Bortoletti    |

| N. |                   | Ruolo | Calciatore             |
| -- | ----------------- | ----- | ---------------------- |
|    | Italia (bandiera) | C     | Silvio Formentin       |
|    | Italia (bandiera) | C     | Giuseppe Polo          |
|    | Italia (bandiera) | C     | Riccardo Alberto Villa |
|    | Italia (bandiera) | A     | Giuseppe Belardini     |
|    | Italia (bandiera) | A     | Carlo Biraghi          |
|    | Italia (bandiera) | A     | Valerio Cassani        |
|    | Italia (bandiera) | A     | Giacomo Conti          |
|    | Italia (bandiera) | A     | Diego Florettini       |
|    | Italia (bandiera) | A     | Umberto Guarnieri      |
|    | Italia (bandiera) | A     | Nereo Rocco            |

## Risultati

### Serie B

#### Girone di andata
| Arbitro: | Andreoni (Milano) |

|                                                |           |                        |
| Rocco 9’, 38’ (rig.) Cassani 46’ Belardini 85’ | Marcatori | 8’ Fabbri 36’ Mezzadra |

| Arbitro: | Scotti (Taranto) |

|            |           |  |
| Raccis 44’ | Marcatori |  |

| Padova 9 novembre 1941 3ª giornata | Padova | 0 – 0 referto | Vicenza | Stadio Silvio Appiani\| Arbitro: \| Banchi[1] \| |
| Arbitro:                           | Banchi |               |         |                                                  |

| Arbitro: | Venutti (Trieste) |

|               |           |  |
| Del Medico 2’ | Marcatori |  |

| Arbitro: | Piglione (Reggio Emilia) |

|                                                                       |           |                        |
| Rocco 39’ Cassani 46’, 51’, 55’ Bortoletti 60’ Formentin 63’ Polo 80’ | Marcatori | 43’ Lipizer 82’ Gregar |

| Arbitro: | Dellarole (Vercelli) |

|                        |           |                         |
| Del Pecchia 68’ (rig.) | Marcatori | 44’ Formentin 48’ Rocco |

| Arbitro: | Cardinali (Milano) |

|                                  |           |                     |
| Arezzi 22’ Rocco 66’ Biraghi 82’ | Marcatori | 49’ Muci 57’ Fovana |

| Arbitro: | Scorzoni (Bologna) |

|  |           |             |
|  | Marcatori | 87’ Biraghi |

| Padova 21 dicembre 1941 9ª giornata | Padova      | 0 – 0 referto | Brescia | Stadio Silvio Appiani\| Arbitro: \| Fois (Roma) \| |
| Arbitro:                            | Fois (Roma) |               |         |                                                    |

| Arbitro: | Viarengo (Asti) |

|              |           |          |
| Cattaneo 50’ | Marcatori | 32’ Polo |

| Arbitro: | Donati (Milano) |

|                                          |           |  |
| Polo 30’, 72’ Conti 42’, 80’ Biraghi 83’ | Marcatori |  |

| Reggio Emilia 11 gennaio 1942 12ª giornata | Reggiana            | 0 – 0 referto | Padova | Stadio Mirabello\| Arbitro: \| Catalucci (Firenze) \| |
| Arbitro:                                   | Catalucci (Firenze) |               |        |                                                       |

| Arbitro: | Zilli (Reggio Emilia) |

|                 |           |  |
| Castigliano 42’ | Marcatori |  |

| Arbitro: | Curradi (Firenze) |

|             |           |  |
| Sforzin 81’ | Marcatori |  |

| Arbitro: | Cambi (Livorno) |

|  |           |            |
|  | Marcatori | 80’ Arezzi |

| Arbitro: | Goracci (Firenze) |

|                        |           |  |
| Polo 4’ Conti 26’, 27’ | Marcatori |  |

| Arbitro: | Cardinali (Milano) |

|  |           |                       |
|  | Marcatori | 67’ Rocco 69’ Biraghi |

#### Girone di ritorno
| Bari 1 marzo 1942 18ª giornata | Bari             | 0 – 0 referto | Padova | Stadio della Vittoria\| Arbitro: \| Camiolo (Milano) \| |
| Arbitro:                       | Camiolo (Milano) |               |        |                                                         |

| Padova 8 marzo 1942 19ª giornata | Padova    | 0 – 0 referto | Prato | Stadio Silvio Appiani\| Arbitro: \| Codeluppi \| |
| Arbitro:                         | Codeluppi |               |       |                                                  |

| Arbitro: | Galeati (Bologna) |

|  |           |          |
|  | Marcatori | 20’ Polo |

| Arbitro: | Martelli |

|                      |           |                |
| Arezzi 55’ Rocco 56’ | Marcatori | 20’ Del Medico |

| Arbitro: | Bernardi |

|                   |           |  |
| Oliviero 21’, 32’ | Marcatori |  |

| Arbitro: | Buratti |

|                                                   |           |  |
| Formentin 18’ Polo 21’ Cassani 77’, 83’ Conti 85’ | Marcatori |  |

| Arbitro: | Donati (Milano) |

|                       |           |  |
| Torri 1’ Mainardi 18’ | Marcatori |  |

| Arbitro: | Limido (Milano) |

|                         |           |  |
| Freschi 62’ Morelli 82’ | Marcatori |  |

| Arbitro: | Galeati (Bologna) |

|                          |           |             |
| Cervati 60’ Morselli 86’ | Marcatori | 28’ Cassani |

| Arbitro: | Goracci (Firenze) |

|                        |           |  |
| Arezzi 16’ Cassani 76’ | Marcatori |  |

| Pisa 31 maggio 1942 28ª giornata | Pisa | 1 – 1 | Padova | Campo Sportivo del Littorio |

| Arbitro: | Cardinali (Milano) |

|                                                         |           |                   |
| Cassani 17’, 21’, 26’, 55’, 75’ Polo 63’, 86’ Conti 85’ | Marcatori | 50’ (rig.) Salati |

| Arbitro: | Curradi (Firenze) |

|                       |           |              |
| Rocco 32’ Freschi 70’ | Marcatori | 16’ Costanzo |

| Arbitro: | Scorzoni (Bologna) |

|          |           |  |
| Creziato | Marcatori |  |

| Arbitro: | Rossi (Milano) |

|                            |           |             |
| Rocco 14’ Cassani Polo 89’ | Marcatori | 16’ Turconi |

| Arbitro: | Donati (Milano) |

|          |           |  |
| Zaio 70’ | Marcatori |  |

| Arbitro: | Rossi |

|                                      |           |                             |
| Conti 28’ Cassani 29’, 52’ Rocco 87’ | Marcatori | 36’ Fumagalli 79’ Buscaglia |

### Coppa Italia
| Arbitro: | Limido (Milano) |

|                                 |           |  |
| Formentin 6’ Sforzin 70’ (rig.) | Marcatori |  |

| Arbitro: | Venutti (Trieste) |

|                                |           |                                    |
| Cassani 15’, 78’ Belardini 89’ | Marcatori | 64’ Miniati 87’ (aut.) Passalacqua |

| Arbitro: | Cardinali (Milano) |

|           |           |  |
| Banfi 78’ | Marcatori |  |

## Statistiche

### Statistiche di squadra
| Competizione | Punti | In casa | In casa | In casa | In casa | In casa | In casa | In trasferta | In trasferta | In trasferta | In trasferta | In trasferta | In trasferta | Totale | Totale | Totale | Totale | Totale | Totale | DR  |
| Competizione | Punti | G       | V       | N       | P       | Gf      | Gs      | G            | V            | N            | P            | Gf           | Gs           | G      | V      | N      | P      | Gf     | Gs     | DR  |
| ------------ | ----- | ------- | ------- | ------- | ------- | ------- | ------- | ------------ | ------------ | ------------ | ------------ | ------------ | ------------ | ------ | ------ | ------ | ------ | ------ | ------ | --- |
| Serie B      | 45    | 17      | 14      | 3       | 0       | 51      | 12      | 17           | 5            | 4            | 8            | 10           | 14           | 34     | 19     | 7      | 8      | 61     | 26     | +35 |
| Coppa Italia |       | 2       | 2       | 0       | 0       | 5       | 2       | 1            | 0            | 0            | 1            | 0            | 1            | 3      | 2      | 0      | 1      | 5      | 3      | +2  |
| Totale       |       | 19      | 16      | 3       | 0       | 56      | 14      | 18           | 5            | 4            | 9            | 10           | 15           | 37     | 21     | 7      | 9      | 66     | 29     | +37 |

### Statistiche dei giocatori
| Giocatore      | Serie B  | Serie B | Coppa Italia | Coppa Italia | Totale   | Totale |
| Giocatore      | Presenze | Reti    | Presenze     | Reti         | Presenze | Reti   |
| -------------- | -------- | ------- | ------------ | ------------ | -------- | ------ |
| G. Arezzi      | 28       | 4       | 1            | 0            | 29       | 4      |
| G. Belardini   | 5        | 1       | 3            | 1            | 8        | 2      |
| C. Biraghi     | 25       | 4       | 1            | 0            | 26       | 4      |
| L. Borgioli    | 30       | -?      | 1            | -1           | 31       | -1+    |
| G. Bortoletti  | 34       | 0       | 3            | 0            | 37       | 0      |
| V. Cassani     | 26       | 17      | 2            | 2            | 28       | 19     |
| G. Conti       | 26       | 8       | 3            | 0            | 29       | 8      |
| A. Feghiz      | 1        | -?      | -            | -            | 1        | -0+    |
| D. Florettini  | 4        | 0       | -            | -            | 4        | 0      |
| S. Formentin   | 18       | 3       | 3            | 1            | 21       | 4      |
| A. Freschi     | 20       | 2       | 1            | 0            | 21       | 2      |
| U. Guarnieri   | 1        | 0       | -            | -            | 1        | 0      |
| F. Maneo       | 3        | 0       | -            | -            | 3        | 0      |
| G. Morelli     | 9        | 1       | -            | -            | 9        | 1      |
| E. Pardini     | 3        | -?      | 2            | -2           | 5        | -2+    |
| U. Passalacqua | 31       | 0       | 3            | 0            | 34       | 0      |
| G. Polo        | 27       | 10      | -            | -            | 27       | 10     |
| N. Rocco       | 32       | 10      | 3            | 0            | 35       | 10     |
| P. Sforzin     | 31       | 1       | 3            | 1            | 34       | 2      |
| R.A. Villa     | 20       | 0       | 3            | 0            | 23       | 0      |

Nota: attribuita a Freschi (seguendo transfermkt) la presenza in Coppa Italia (partita contro il Brescia) attribuita al fantomatico Crespi dai quotidiani "Corriere del Tirreno" e "Solco Fascista". Transfermkt attribuisce a Pardini 3 presenze in Coppa Italia mentre per "Il Littoriale" contro la Juventus giocò in porta Borgioli (e non Pardini).